# I Love You, I Love You Not
I love you, I love you not (1996) com o título original no Brasil de Bem-me quer, Mal-me quer é uma adaptação para o cinema da peça de Wendy Kesselman. É uma comédia romântica amparada pelo charme e talento da dupla central, Jude Law e Claire Danes.

## Sinopse
O filme é contado através das histórias de duas mulheres: Nana, uma avó, e Daisy, sua neta. Daisy conta a Nana sobre sua romance forte e florescente com Ethan e seus problemas na escola porque ela é judia. Nana conta sua vida quando foi enviada para um gueto e depois para um campo de concentração. 
Os sentimentos românticos que ela tem pelo menino são realmente fortes e genuínos, mas o amor romântico que ele sente por ela é questionável. Ethan permite que seus amigos a julguem por fora, não por quem ela é por dentro. E quando descobre que ela não é como todas as outras garotas, ele termina com ela. Daisy está triste, então ela vai até Nana e abre seu coração para ela. 
Ela então foge e tenta o suicídio andando na frente de um trem em movimento, mas não o faz porque sua avó está ao seu lado. No final, ela tenta vê-lo novamente, mas ele a olha por um longo tempo e sai com os amigos. Ela fica lá; com o coração partido, triste e chorando, percebendo que talvez isso não fosse para acontecer e ela sai feliz.

## Elenco
- Jeanne Moreau ... Nana
- Claire Danes ... Daisy / Nana jovem
- Jude Law ... Ethan
- James Van Der Beek ... Tony
- Kris Park ... Seth
- Lauren Fox ... Alsion
- Emily Burkes-Nossiter ... Jessica
- Carrie Szlasa ... Jane
- Julia Stiles ... Amiga jovem de Nana
- Robert Sean Leonard ... Anjo da Morte